# Fábio da Silva
Fábio Gomes da Silva (Campinas, 4 de agosto de 1983) é um atleta brasileiro, especialista no salto com vara. Atualmente é atleta do Corinthians.
Competiu nos Jogos Pan-americanos de 2007. Ele foi o único a saltar 5,40 m e, com isso, conquistou a medalha de ouro, numa prova realizada debaixo de chuva, o que dificultou o trabalho dos atletas. Fábio é treinado por Élson Miranda, o mesmo treinador da saltadora Fabiana Murer.
Em 2008, participou das Olimpíadas de Pequim, ficando em 25º lugar nas eliminatórias e não conseguindo vaga na final.
Nos Jogos Pan-americanos de 2011, Fábio Gomes repetiu os 5,40 m de 2007, ficando em quinto lugar.
Em 2012, participou das Olimpíadas de Londres, não obtendo marca válida nas eliminatórias e não conseguindo vaga na final.

## Recordes
Bateu duas vezes o recorde sul-americano da modalidade salto com vara masculino: da primeira vez, fez 5,77 m no ano de 2007, batendo em 1 cm a marca de Tomas Valdemar Hintnaus, que era de 1985. Posteriormente, obteve a marca de 5,80 m.
Bateu o recorde sul-americano indoor do salto com vara masculino várias vezes. O primeiro recorde foi de 5,61 m, e o segundo, de 5,65 m. Em 23 de fevereiro de 2013, bateu o recorde sul-americano indoor pela terceira vez, com a marca de 5,70 m.